# Juegos del ALBA
Los Juegos del ALBA conocidos también como los Juegos de la Amistad es un evento multideportivo bienal organizado por la Alianza Bolivariana para los Pueblos de Nuestra América (ALBA), inspirados en los demás juegos como los Juegos Olímpicos, los Juegos Bolivarianos, los Juegos Mediterráneos, los Juegos Asiáticos y los Juegos Panamericanos entre otros.
La idea de este evento deportivo ha llamado la atención de delegaciones de otros países que no son miembros del Alba, por lo cual se les ha extendido también la invitación a naciones como Argentina,Bolivia,Brasil, Canadá, Colombia, Chile, Guatemala, Haití, Honduras, México, Panamá, Perú, Puerto Rico, República Dominicana y Bahamas. Así también se ha invitado a deportistas de países de otros continentes, como Rusia, Alemania, Congo, España, Francia, Kazajistán, Lesoto y Sri Lanka. 
Luego de su cancelación consecutiva, y su no realización por la pandemia y otros asuntos, en 2023 se reanudan nuevamente con la V edición del torneo en Venezuela, añadiendo nuevas disciplinas.

## Historia
En 2007 fueron organizados en Venezuela, y en 2009 fueron inaugurados en la ciudad de La Habana (Cuba), donde participaron atletas de los países miembros entre ellos la anfitriona Cuba, como también Bolivia, Dominica, Nicaragua, San Vicente y Granadinas y Venezuela. La cuarta edición se realizó en Barquisimeto (Venezuela) con la presencia de delegaciones de 25 países en junio de 2011. La quinta edición estaba inicialmente programada para 2013 en Ecuador, pero inicialmente fue aplazada para abril de 2015, sin embargo posteriormente se canceló en forma definitiva.
En 2023, se reanudó la realización de la competición, luego de 12 años de ausencia. Los países participantes que lucharán para conquistar las 1.339 medallas, de las cuales 401 de oro, 401 de plata y 537 de bronce, serán: Venezuela, Cuba, Bolivia, Nicaragua, Antigua y Barbuda, Dominica, Granada, San Cristóbal y Nieves, San Vicente y las Granadinas, Santa Lucía y la nación euroasiática de Rusia como invitado especial.

## Juegos
| Año  | Evento              | Sede                      | Sede                 | Duración                | Países | Deportes | Atletas |
| ---- | ------------------- | ------------------------- | -------------------- | ----------------------- | ------ | -------- | ------- |
| 2005 | I Juegos del Alba   | Bandera de Cuba           | Bandera de Cuba      | 17 de junio 30 de junio | 18     | 31       | 2.000   |
| 2005 | I Juegos del Alba   | La Habana                 | Cuba                 | 17 de junio 30 de junio | 18     | 31       | 2.000   |
| 2007 | II Juegos del Alba  | Bandera de Venezuela      | Bandera de Venezuela | 27 de abril 12 de mayo  | 30     | 34       | 4.400   |
| 2007 | II Juegos del Alba  | Caracas                   | Venezuela            | 27 de abril 12 de mayo  | 30     | 34       | 4.400   |
| 2009 | III Juegos del Alba | Bandera de Cuba           | Bandera de Cuba      | 15 de abril 28 de abril | 28     | 29       | 3.152   |
| 2009 | III Juegos del Alba | La Habana                 | Cuba                 | 15 de abril 28 de abril | 28     | 29       | 3.152   |
| 2011 | IV Juegos del Alba  | Bandera de Venezuela      | Bandera de Venezuela | 19 de junio 30 de julio | 32     | 36       | 3.510   |
| 2011 | IV Juegos del Alba  | Barquisimeto              | Venezuela            | 19 de junio 30 de julio | 32     | 36       | 3.510   |
| 2023 | V Juegos del Alba   | Bandera de Venezuela      | Bandera de Venezuela | 21 de abril 29 de abril | 11     | 33       |         |
| 2023 | V Juegos del Alba   | Caracas La Guaira Miranda | Venezuela            | 21 de abril 29 de abril | 11     | 33       |         |

## Deportes
La siguiente lista muestra los deportes participantes durante estos juegos, donde se disputaron un total de 302 eventos:
| - Ajedrez (1/1) - Atletismo (24/23) - Bádminton (2/2/1) - Baloncesto (1/1) - Balonmano (1/1) - Béisbol (1/0) - Boxeo (11/0) - Ciclismo: - Ciclismo BMX (1/1) - Ciclismo de montaña (1/1) - Ciclismo en pista (7/3) - Ciclismo en ruta (2/2) - Deportes acuáticos: - Natación (17/17) - Natación sincronizada (0/2) - Saltos (4/4) - Waterpolo (1/1) | - Equitación (0/0/6) - Esgrima (5/5) - Fútbol (1/1) - Gimnasia: - Gimnasia artística (8/6) - Gimnasia rítmica (0/2) - Trampolín (1/1) - Golf (1/1) - Halterofilia (8/7) - Hockey sobre césped (1/1) - Judo (7/7) - Karate (1/1) - Lucha: - Lucha grecorromana (7/4) - Lucha libre (7/0) - Patinaje (1/1) - Piragüismo (12/4) | - Pentatlón moderno (1/1) - Raquetbol (1/1) - Remo (8/6) - Rugby (1/1) - Sóftbol (0/1) - Squash (1/1) - Taekwondo (4/4) - Tenis (2/2) - Tenis de mesa (2/2) - Tiro con arco (2/2) - Tiro olímpico (9/6) - Triatlón (1/1) - Vela (4/4/3) - Voleibol - Voleibol (1/1) - Vóley playa (1/1) |

## Medallero histórico

### Hasta Venezuela 2011
| Núm. | País                       | Oro | Plata | Bronce | Total |
| ---- | -------------------------- | --- | ----- | ------ | ----- |
| 1    | Venezuela (VEN)            | 435 | 476   | 472    | 1.383 |
| 2    | Cuba (CUB)                 | 362 | 178   | 131    | 671   |
| 3    | Colombia (COL)             | 77  | 125   | 184    | 386   |
| 4    | Ecuador (ECU)              | 21  | 35    | 49     | 105   |
| 5    | Chile (CHI)                | 17  | 25    | 44     | 86    |
| 6    | El Salvador (ESA)          | 14  | 19    | 37     | 70    |
| 7    | México (MEX)               | 8   | 9     | 12     | 29    |
| 8    | Bolivia (BOL)              | 7   | 21    | 35     | 63    |
| 9    | República Dominicana (DOM) | 7   | 20    | 38     | 65    |
| 10   | Argentina (ARG)            | 7   | 7     | 15     | 29    |
| 11   | Panamá                     | 7   | 6     | 4      | 17    |
| 12   | Nicaragua                  | 2   | 7     | 38     | 47    |
| 13   | Perú (PER)                 | 1   | 6     | 18     | 25    |
| 14   | Brasil (BRA)               | 1   | 4     | 4      | 9     |
| 15   | Guyana                     | 1   | 3     | 10     | 14    |
| 16   | Guatemala                  | 1   | 3     | 5      | 9     |
| 17   | Rusia                      | 1   | 2     | 3      | 6     |
| 18   | Honduras                   | 1   | 1     | 5      | 7     |
| 19   | Barbados                   | 0   | 2     | 4      | 6     |
| 20   | Puerto Rico                | 0   | 1     | 5      | 6     |
| 21   | Costa Rica                 | 0   | 1     | 1      | 2     |
| 22   | España                     | 0   | 1     | 0      | 1     |
| 23   | Haití                      | 0   | 0     | 2      | 2     |
|      |                            | 970 | 987   | 1.109  | 3.066 |